# アレサ
『アレサ』（ARETHA）とは、日本アートメディアが開発し、やのまんから発売されたロールプレイングゲームである。
ゲームボーイ（以下GB）とスーパーファミコン（以下SFC）用ロールプレイングゲームのシリーズ作品である。様々なシステムを意欲的に取り入れることによって他作品との差別化を図っており、特にキャラクター達が攻略のヒント等を話し合う「相談システム」や、キャラのLVを最大まで上げてしまう隠しアイテム等の裏技が有名。
1990年から1995年に掛けてGB用に3作品、SFC用に外伝作を含む3作品が発売され、うち5作品がニンテンドウパワー（以下NP）によるゲーム書き換えサービスを行っていたが、発売元のやのまんはテレビゲーム事業から撤退している。

## 作品一覧
- 『アレサ』（GB） - 1990年11月16日発売、NPは2000年3月1日にサービス開始
- 『アレサII』（GB） - 1991年9月27日発売、NPは2000年3月1日にサービス開始
- 『アレサIII』（GB） - 1992年10月16日発売、NPは2000年3月1日にサービス開始
- 『アレサ ARETHA the SUPER FAMICOM』（SFC） - 1993年11月26日発売、NPは1998年8月1日にサービス開始
- 『アレサII 〜アリエルの不思議な旅〜』（SFC） - 1994年12月2日発売、NPは1998年8月1日にサービス開始
- 『リジョイス 〜アレサ王国の彼方〜』（SFC） - 1995年4月21日発売

## GB版のアレサシリーズ
『アレサシリーズ』の原点である3部作。主人公が女の子であるというのは当時としてはまだ珍しく、個性的なキャラクターを全面的に押し出した作りになっている。モンスターグラフィックにおいても、同種のモンスターでも単純なグラフィックの使い回しはせず、細かいオブジェクトを追加・変更する事でキャラクターごとの差別化をしている。さらにフォントには比較的画数の少ない漢字が含まれており、8×8ドット内で見事に漢字が表現されている。

### アレサ
『アレサシリーズ』の第1弾でGB初期のロールプレイングゲームの1つに数えられる。8方向に移動可能で障害物を自動的に避けて移動する「ファジーシステム」、カプセルを使用してモンスターを一時的に使役する「カプセルモンスターシステム」等、基本的なシステムはこの頃に確立している。また、この作品に限り特定の条件下でマテリアが魔法を使うことができる。この作品での「相談システム」は「マテリアのひとりごと」という名前で、特定のポイントを通過するとマテリアが攻略のヒントを1人で呟く、というものであった。マテリアやエミリータ、ベン・マルキストにはグラフィックが用意されているが、店員やモンスターにも用いられている汎用グラフィックに手を加えたものだった。

#### ストーリー
神々の恩恵を受けるアレサ王国に双子の王女が産まれる。王女はそれぞれマテリアとエミリータと名づけられ人々から祝福された。しかし、その時突如ゴールドドラゴンが現れ、エミリータを攫ってしまう。必死に戦った王リパートンは、最後の力を振り絞ってアレサ神殿を封印し、残された娘の１人を脱出させて未来を託した。籠の中に入れられて川へ流されたマテリアはフロイド翁に拾われるが、それと入れ替わるようにして魔王ハワードの軍勢がアレサ王国を襲撃し、リパートンは命を落とす。やがて時は流れ、フロイドから自分はリパートンの娘だと知らされたマテリアはアレサ神殿の封印を解き、攫われた双子の妹を探し出すことを決意し、魔王ハワードを倒す旅に出る。

### アレサII
本作ではパーティー枠の3人の内、マテリアとドールの2人が固定で、3人目がゲーム進行によって入れ替わるようになっている。「相談システム」がスタートボタンでいつでも呼び出せるようになり、マテリア1人だけでなく他のキャラとの掛け合いが楽しめるようになった。グラフィック面でも前作よりも格段にパワーアップしており、マテリア以外にドールやシビル達メインキャラクターのグラフィックも用意されている。『II』独自のシステムとして「マジカルカプセル」があり、これはフィールド上のあちこちに落ちており、使用することによって中からランダムで消費アイテムを1つ取得することができるというもの。「ゲームボーイ」等の隠しキャラクターもこの作品より登場した。
冒険後期に出現する砦で数ヶ月詰まるプレイヤーも出る等、難易度は高め。

#### ストーリー
ハワードが倒れ、平和が戻ったアレサ王国。王位はシビルとエミリータが継ぎ、マテリアは今までと同じようにフロイドと2人で暮らしていた。18歳の誕生日を迎えたマテリアは誕生日のパーティーに誘うためにドールを探しに行く最中、アレサ王国の地形に異変が起きている事に気付いた。やがてドールと再会したマテリアは、悪の魔導師ワーウィックにアレサ世界の地形を自由に変化させてしまう魔法のアイテム「アレサギ」を奪われた事を知る。

### アレサIII
3人パーティーで冒険をしていた今までのシリーズと違い、今回は4人パーティーで冒険に変わった。1つだけだったセーブデータが4つになり、キャラに制限されずに使うことのできる共通武器も登場した。また、前作では作動したらそれきりになっていた槍衾等のダンジョン内の罠が反復作用をするようになっており、移動にタイミングが求められるようになっている。GB版3部作の完結編として、システム面の変更は最小限に留めてシナリオの補完を重視した作りになっている。

#### ストーリー
2回にわたるハワードの野望を阻止したマテリアは再び平穏な生活を送っていた。修行の旅を終え、アレサ王国に戻ったドールはアレサの指輪が失われている事を知り驚愕したが、マテリアは全く意に介さない様子であった。そんな2人の前に旧知の仲のベン・マルキストが現れ、ある話を持ちかけてきた。「20年前のアレサ王国に行ってみる気は無いか」と。産まれてこのかた1回も見ることの無かった両親の姿を想うマテリアは、ドールと共に過去のアレサ王国へと旅立つのであった。

### キャラクター
声はドラマCD版での配役。
マテリア
声 - 三石琴乃
GB版の主人公。アレサ王国の王女として産まれたが、間も無くアレサ王国は魔王ハワードの襲撃を受け、赤子のマテリアはアレサの指輪の1つと共に川へ流され、逃げ延びた。フロイドに拾われ育てられたマテリアは、やがて立派な戦士へと成長し、ドールやシビルといった仲間達と共に幾度となく世界を救うこととなる。明るく大雑把な性格で、モンスターを追いかけまわすのが趣味。反面、病床のフロイドの面倒をみるなど心優しい一面もある。基本的に直接攻撃しかできないが、『I』では特定の武器を装備することによって魔法を使うこともできる。『I』ではビキニアーマーを着けていたが、『II』以降はその下に服を着るようになった。攻撃力はあまり高くないがとても硬い。
ドール
声 - 高山みなみ
ベン･マルキストやウルウルを始めとするアレサ王国の魔法使い達によって創られた魔法人形である。全ての『アレサシリーズ』に登場する。その体の中にはアレサの指輪の1つを宿しており、強い魔力を秘めている。マテリア達と同じ時を人間として生きることを望んでおり、その方法を探すことも兼ねて、よく修行の旅に出ている。フォースによる補助が強力だが防御力は低い。
シビル
声 - 松本保典
サリダの村に住む戦士。牢獄に囚われていたところをマテリアに助け出され、サリダの村で再会して以後行動を共にし、親の仇であるハワード打倒に力を貸す。ハワード打倒後はエミリータと結婚し、アレサ王国の新たな王となって双子の子供をもうける。ややお調子者。トムという弟がいる。『I』では槍・斧・フレイルと多彩に武器を使いこなすが、『II』では3人目の仲間と同じ種類の武器、『III』ではリパートンと同じ種類の武器を使う。
エミリータ
声 - 松井菜桜子
マテリアの双子の妹で、マテリアとは正反対におしとやかな性格。産まれて間もなくアレサ王国がハワードの襲撃を受け、アレサの指輪のうちの1つと共に攫われ、囚われていた。ハワード打倒後はマテリアから王位を譲り受け、シビルと結婚した。
ファミルザ
マテリアの母でアレサ王国の王妃。剣と魔法の両方を使いこなせる。アレサの指輪に認められて「アレサ」になったと言い伝えられており、詳しい消息は不明となっている。攻撃力が非常に高く防御も優秀。
リパートン
マテリアの父でアレサ王国の国王。寛容な心を持つ穏やかな人物。マテリアを逃がし、アレサ神殿を封印した後にハワードと戦い、命を落とした。ハワードとは血縁関係にある。攻撃力は高いが防御力は低い。
フロイド
声 - 緒方賢一
赤ん坊のマテリアを拾い、育てた老人。マテリアに剣術を教えたのも彼だが、いくつになってもモンスターを追い掛け回してばかりいるマテリアの事を心配している。いつもベッドに臥せっており、CDドラマ内で病名は「ぎっくり腰」である事が判明した。
クリス
声 - 三石琴乃
ホロスの村に住むマテリアにそっくりの少女。マテリアとの違いは口元にほくろがあること。祖父のブイチの面倒を1人でみており、このブイチもフロイドにそっくりである。両親を魔獣バーバラによって殺害され、一旦はバーバラの封印に成功した。しかし何者かによって封印が解かれた事を知り、再びバーバラを追っている。両親の形見のオルゴールをいつも大事に持ち歩いている。
ハワード
「アレサ」になるためにアレサの指輪を狙う魔王。かつてはアレサ王国に仕え、ベン・マルキストの元で魔法の修練に励んでいたが、やがて反目してアレサ王国を襲い、甥である王リパートンを殺害した。「アレサ」の素質に目覚めるほどの強大な魔力を持っている。
ベン・マルキスト
かつてアレサ王国に仕えていた魔法使いで、ハワードとジェフの師匠。いつも突然現れては「フォースの書」をマテリア達に届ける。ファッションセンスはいまいちらしい。『III』ではマテリア達を過去のアレサ王国に送り出す強力な魔法を披露し、その後、真の目的も明らかになった。
ジェフ
アレサ王国に仕え、ハワードと共に地下世界を治めていた魔法使い。ハワードとはライバル関係にあり、ハワードがアレサ王国に反目した時には彼を止めようと対立するが力及ばず、幽閉された末に殺害されてしまう。一時期、アレサ王国内ではジェフもハワードと共謀しているという誤解が広まっていた。
ジェマ、ティナビー
ハロハロの町に住む夫婦。ジェマはすぐに行方をくらます夫の心配ばかりしており、ティナビーはいつも行方不明になっている。
光の女神
行く先々でマテリアを助ける女神。その正体は初代「アレサ」であるファミルザではないかと言われている。

### 施設
ソードショップ・アーマーショップ
武器屋・防具屋。『II』までは「〜にょろ」という口調の、猫のような獣人が店主をしている。
ポーンショップ
質屋。不要になった武具を買い取ってくれる。
ドラッグストア
薬屋。子供が店番をしている。『I』では時々「ぼくには分からない」と言われ、買い物ができないことがある。
アップルマート
雑貨屋。主にイベントに必要なアイテムや、無制限に何度でも使えるアイテムを販売している。
ホテル
宿泊することでH・Pが全回復できる。『I』では時々、今は満室だと言われ、宿泊できないことがある。『II』までは「HOTEL」の看板のOがハートマークになっていた。
女神の光
『I』では代金を払うと死者を生き返らせてくれる。『II』にも登場するが営業は行っていない。
キャッシュディペンサー
2割の金利でお金を借りられる。『III』には登場せず。

### 用語
アレサ
全ての「フォースの呪文」をマスターし、アレサの指輪によって認められた者だけがなることができる、神のような存在。
アレサの指輪
アレサ王国に伝わる指輪。G（ゴールド）キャッツアイ、S（シルバー）キャッツアイ、B（ブロンズ）キャッツアイの3つがあり、それぞれマテリア、エミリータ、ドールの3人が所持している。何らかの意思のようなものあるらしく、指輪が持ち主を選ぶと言われている。指輪の表面には呪文が刻まれており、それらをつなぎ合わせたものが「マハルの呪文」である。
アレサの指輪には、復活の力・予知能力・力の封印という3つの「アレサの力」が秘められている。
アレサギ
アレサ儀。いわゆるアレサ世界での地球儀である。アレサギの地形を操作する事によって実際の地形を変化させることのできる、強力なアイテム。
カプセル
モンスターを封じ込めることのできるアイテム。GB版『アレサシリーズ』に登場するモンスターは「魔王ハワードがガラスの人形から作り出した」という設定なので、炎に弱いとされている。そのため、戦闘中ファイアーボールの魔法を受けたモンスターは水晶となり、これをカプセルに封じ込めると、以降の戦闘で1回だけ封じたモンスターを仲間（カプセルモンスター）として使役できる。
ボスクラスのモンスターを封じ込めることも可能で、一時撤退して第2形態になるというボスの場合、第1形態を封じ込めて第2形態と戦わせるという芸当も可能。
相談システム
『アレサシリーズ』最大の特徴ともいえるシステム。フィールド画面でスタートボタンを押すとキャラクターイラストが表示され、次の目的地や雑談などをキャラクター達が話し合う。この時にキャラクターイラストは、GBなのにもかかわらず、まばたき・口パクまでする芸の細かさまで見せる。「相談」の内容は大抵の場合「次は〜へ行こう。」といった程度だが、時に「相談」自体がシナリオを先に進めるためのフラグになっている場合もあり、ゲーム攻略にも深く関わっている。
ゾッピー
全身を長い毛で覆われた、笑っているような顔が特徴的な不思議な生物。「〜ッピ」が共通の口癖。独自のコミュニティを形成し、主に「虹の国」と「虹の町」に生息している。
テスタメント
殆どの『アレサシリーズ』に登場する隠しアイテム。キャラクターのLVを最大まで上げてしまう事のできる究極の品。テスタメント（Testament）という言葉は契約の意で、転じて聖書や遺書を指す。
フォースの書
「フォースの呪文」と呼ばれる呪文のリストが記された魔法書。魔法が使えるキャラはこれを持つ事によって魔法が使えるようになる。「上」、「中」、「下」、「別」の4巻まであり、著者はファミルザ。GB版『アレサ』ではマジックポイントの概念は無く、ヒットポイントを消費して魔法を使うようになっている。
マハルの呪文
アレサの指輪に刻まれた呪文。『III』ではベン・マルキストがこの呪文を唱えてマテリアたちを過去の世界へ送った。
リパートンの手紙
リパートンがマテリアを脱出させる際に託した手紙。この手紙の最後に記された「一つのゆびわは アレサのために 二つのゆびわは わがむすめに 三つのゆびわは すべてをすべる」という文はJ・R・R・トールキンの有名な著書『指輪物語』の1文をオマージュしたものである。

## SFC版のアレサシリーズ

### アレサ ARETHA the SUPER FAMICOM
SFC版の『アレサシリーズ』第1弾。ストーリーは軽快に進行し、次に何をすべきかもわかりやすく、移動を始めとして操作性も良い。しかし、いわゆるお使いイベントが多いシナリオに終始しており謎解きが無い。また、戦闘では最大で4方向に出現する敵を倒してはいちいち方向を切り替えて他の方角にいる敵とまた戦闘しなければならない、戦闘ダメージが数値化しないなど、難点もある。このことから一長一短のゲームであると言える。ただし必ず正面に敵がいる状態で戦闘が開始され、正面の敵が全滅した場合、自動的に敵が残っている方向に切り替わる。この他、BGMが途切れないように工夫されているという特色を持つ。

#### キャラクター
アリエル
SFC版の主人公。ゲームボーイ版の主人公マテリアとは異なり魔導師系の出で立ちで、性格もやや落ち着いた少女。長らく正体は隠されていたが、物語の中でアレサ王国の王女だったことが明かされる。ヴァンダール帝国の侵攻によってアレサ王国は壊滅したものの、彼女だけが生き残り、セアラの保護の元で森の中でひっそりと育てられていた。
ファング
アリエルが幼い頃に、妖精の国でもらった卵から生まれた竜。以来アリエルとは姉弟のように育つ。二作目にもファングに瓜二つの子竜（ただし、体色はピンク）が登場する。
ドール
クリスタルの中に閉じ込められていた少年。記憶を失っているが、正体はGBシリーズに登場していた魔法人形である。
カイル
アリエルを助けた青年。魔法の使えない戦士職で、やや思慮に欠ける行動が多い。
ダラハイド
ある国の一見軟派な伯爵に見える人物だが、独自の思惑で動いている。アリエル達の密航が発覚した際には、危機を救った。

### アレサII 〜アリエルの不思議な旅〜
SFC版の『アレサシリーズ』の続編。戦闘ではSFC版のアレサIと同様に最大で4方向に敵が出現するものの、SFC版のアレサIとは異なり、正面に敵がいないことがある。つまり側方からの襲撃や背後からの襲撃の場合、まずは方向を変えねばならない。また戦闘ダメージが数値化されている点も異なっており、こちらが打撃を与えた敵と、未だ打撃を与えていない敵が区別できるようにもなっている。なおSFC版のアレサIにはあったBGMが途切れないようにしていた機能は廃止され、BGMの演奏に関しては一般的な作品と同様になった。
倒したモンスターの残骸、ソウルを合成してオリジナルの装備品を作るシステムのミストフォーム。祭壇にソウルを置くと妖精が現れて合成を行う。ソウルは火、水、風、土、光、闇の6種類があり合成する割合や置く位置によってできあがる物が変わってくる。

#### ストーリー
アリエル達の活躍により、ヴァンダール帝国の野望は阻止された。アリエルはアレサ王国の女王に即位し、公平に治めていったが、ある日ドールからアリエルに手助けを求める手紙が届いた。かつての仲間の声に答え、王国を臣下に任せアリエルは旅立ちを決意するのだった。

#### キャラクター
トッド
アリエルが信頼を置く臣下のシリアの知人の猟師。シリアの依頼を受け、アリエルに同行した。
ゾッピルド
ゾッピー一族の魔法使い。細かいことに関心を持たない。
ユノ
巫女の見習い。言動は幼く、当初は無責任な態度でアーケンの怒りを買った。誘拐事件の解決後、パーティメンバーに加わるが、巫女がなぜ攻撃魔法(雷系)を使えるのかドールに聞かれた際には、慌てて秘密としていた。
ジェラック
街で出会う盗賊。アリエルたちに力を貸すがずるがしこい一面もある。
ミネルヴァ
大賢者ミロンの守護剣士。若い女性ながら腕が立ち、カイルの修行相手も勤める男勝りな性格。
アーケン
魔王と呼ばれる存在で、アリエルのいた世界の裏側、つまり惑星の内側からアリエルのいた世界を狙っているとされる。以前はリバティエの英雄であるソーンと共に裏側の世界を救った英雄であった。

### リジョイス 〜アレサ王国の彼方〜
SFC版の『アレサシリーズ』の中で、唯一GB版と同じ時代を舞台にした作品である。2人まで同時にプレイできるアクションロールプレイングゲームになっている。

#### ストーリー
マハルの国のイシュの町に「リジョイス」という悪ガキグループがいた。ある日彼らは老人から、フォースの書と引き換えに洞窟から女神像を持ち出してくれと依頼を受けた。フォースの書は手に入ったが、老人はこいつが洞窟から無くなるだけでよいと女神像を受け取らなかった。その後間もなく、女神像を持ち出したことで津波が発生したことで、町は水没し、リジョイスのメンバーも流されてしまった。リジョイスのリーダーのトレノは目を覚ますと見知らぬ海岸に流れ着いていた。目の前にはドールと名乗る魔法使いが立っていたが、旅の途中であった彼もこの辺りの地理には詳しくなかった。津波に流された仲間を探すべく、トレノはドールと共に海岸を後にし、森の中へと入っていった。

## サウンドトラック

### アレサ 魔法人形のレクイエム
GB版のBGMをアレンジしたものと、GB版とSFC版をつなぐCDドラマが入っている。このCDに収録されているボーカル曲「ジュエルの秘密〜SFCへの道」は、歌詞がSFC版『アレサ』に登場する隠しアイテムを手に入れるためのヒントになっている。

#### ストーリー
全ての戦いに決着をつけたマテリア達。しかし、人間として生きることを願うドールは、その方法を探す為に再び旅に出る決意を固めていた。その事の相談を持ちかけたシビルから「魔法王国エルーシア」の噂を聞いたドールは、そこへ行けば願いが叶うかもしれないと期待を胸に旅立つのであった。

#### オリジナルキャラクター
エルナ
声 - 水谷優子
旅先でトラブルに巻き込まれたドールを救った少女。明るく朗らかな性格で、ドールに対して強い親近感を持っている。終盤でティアラを庇ってドールが放ったデス・スペルの魔法を受け、ドールと同じく人形であった事を明かして死んでいった。
ティアラ
声 - 松井菜桜子
エルーシアの神官で、エルナの姉。恐ろしい力を持った「混沌の魔物」と、それを狙う者の存在をドールに伝えた人物。しかし、実は彼女こそが黒幕であり、ドールを自身の消耗を抑えるために利用したのであった。自身を庇って死んでいったエルナの事を、最後まで妹では無く、単なる人形としか思っておらず、主人を庇うのは当然とうそぶいた。それに激昂したドールが放った強力な魔法の一撃により葬られた。
グレン
声 - 子安武人
ハワード軍の残党で「混沌の魔物」の開放を目論んでいるらしいと目されていた人物。このためドール達とも対峙するも、後から登場したクリスによってそれが誤解だとわかりその場は収まった。彼は過去の自分を悔い改め、ハワード軍の残党や魔物達を地上から一掃する為に、クリスと共に日夜戦っていたのである。

### アレサ・ザ・シャイニングランド
SFC版『アレサ』のBGMをバンドアレンジしたサウンドトラック。ボーカル曲が2曲収録されている。

## 関連書籍
- アレサ 完全攻略本 徳間書店 ISBN 9784198210120 ※絶版
- アレサII 完全攻略本 徳間書店 ISBN 9784198211103 ※絶版
- アレサIII 完全攻略本 徳間書店 ※絶版
- アレサ 必勝攻略法 双葉社 ISBN 9784575282801 ※絶版
- アレサII 〜アリエルの不思議な旅〜 必勝攻略法 双葉社 ISBN 9784575284041 ※絶版